# Berta von Alamannien
Berta von Alamannien (* um 907; † nach 2. Januar 966), vor allem in der Schweiz auch unter Bertha von Schwaben bekannt, war als Gattin von Rudolf II. Königin von Hochburgund und nach der Vereinigung von Hoch- und Niederburgund ab 933 Königin von Burgund. Nach 937 wurde sie während ihrer zweiten Ehe Königin der Lombardei.

## Leben
Berta war die Tochter des Herzogs Burchard II. von Schwaben aus dem Geschlecht der Burchardinger und seiner Gattin Regelinda. Nachdem die expansiven Herrscher von Hochburgund ihre Ostgrenze auf Kosten Schwaben-Alamanniens von der Aare an die Reuss verlegten, erlitten diese jedoch 919 in der Schlacht bei Winterthur eine herbe Niederlage. Daraufhin wurde Berta wohl 922 als Versöhnungsgeste mit König Rudolf II. von Hochburgund vermählt, mit welchem sie drei Kinder bekam. Diese waren Rudolf, Konrad und Adelheid, welche in zweiter Ehe die Gattin von Kaiser Otto I. wurde.
Rudolf und Berta wurden große Kirchenstifter in der Westschweiz. Nach Rudolfs Tod 937 amtierte Berta zeitweise als Vormund ihres Sohnes König Konrad von Burgund, da dieser noch minderjährig war. Noch im selben Jahr, am 12. Dezember 937, heiratete sie König Hugo von Italien, den Rivalen ihres verstorbenen Mannes. Zudem vermählte Hugo von Italien seinen Sohn Lothar mit Adelheid. Nach Hugos Tod 947/948 verbrachte Berta den Rest ihres Lebens vermutlich wieder in Burgund nördlich der Alpen, wobei die Angaben unsicher sind. Hinzuzufügen ist, dass Berta in dieser Zeit von Kaiser Otto I. die Abtei Erstein erhielt, was einem Versuch Ottos galt, das Elsass mit Burgund enger zu verknüpfen, da Erstein an der Spitze königlicher Itinerar Stationen im Elsass stand.
Berta hat die Gründung des Marienkloster Payerne, das nach ihrem Tod von ihrer Tochter, Kaiserin Adelheid über der Grablege der Mutter zum Zwecke der Memoria (siehe auch Memorialwesen) errichtet wurde, mit Schenkungen befördert.
Sie ist eine sagen- und legendenumwobene Identifikationsfigur in der französischsprachigen Schweiz (die gute Königin Bertha, La reine Berthe), auch etwa bei der Gründung des Kantons Waadt, wo ihr Kult seit dem 19. Jahrhundert einen enormen Aufschwung erlebte. Bereits im 15. Jahrhundert weitete sich Bertas Kult auf weitere burgundische Stifte aus. Mit der Reformation wurde ihr Bild von der guten Herrscherin zu jenem der vorbildlichen Hausfrau umgedeutet. Ein weiterer Beiname, Berta die Spinnerin, leitet sich daraus ab.